# Liste chinesisch-portugiesischer Städte- und Gemeindepartnerschaften
Diese Liste chinesisch-portugiesischer Städte- und Gemeindepartnerschaften führt die Städte- und Gemeindefreundschaften zwischen der Volksrepublik China und Portugal auf.
Bisher bestehen 25 Partnerschaften dieser Art oder werden angestrebt (Stand 2015). Die erste chinesisch-portugiesische Städtefreundschaft ging 1982 die portugiesische Hauptstadt Lissabon mit der chinesischen Sonderverwaltungszone von Macau ein, die seit dem 16. Jahrhundert eine portugiesische Besitzung war. 
Die langen traditionsreichen chinesisch-portugiesischen Beziehungen sind ein Bezugspunkt für die Städtepartnerschaften.

## Liste der Städtepartnerschaften und -freundschaften
| Chinesischer Ort | Portugiesischer Ort | Seit      | Anmerkung              |
| ---------------- | ------------------- | --------- | ---------------------- |
| Guangzhou        | Coimbra             | 2013      |                        |
| Guizhou          | Seixal              | 2015      |                        |
| Jining           | Angra do Heroísmo   | 2015      |                        |
| Haikou           | Faro                | 2008      |                        |
| Haikou           | Loulé               |           | in Anbahnung seit 2004 |
| Haimen           | Lissabon            | 2011      | Kooperationsabkommen   |
| Lanzhou          | Maia                | 1998      | Kooperationsabkommen   |
| Liaoyang         | Matosinhos          | ungenannt |                        |
| Macau            | Lissabon            | 1982      |                        |
| Macau            | Porto               | 1997      |                        |
| Peking           | Lissabon            | 2010      | Kooperationsabkommen   |
| Panyu            | Aveiro              | 2000      | Kooperationsabkommen   |
| Penglai          | Cartaxo             | 2010      |                        |
| Penglai          | Leiria              | ungenannt |                        |
| Qingdao          | Lissabon            | 2010      | Kooperationsabkommen   |
| Shanghai         | Maia                | 1999      | Kooperationsabkommen   |
| Shanghai         | Porto               | 1995      |                        |
| Shenzhen         | Porto               | 2014      | Kooperationsabkommen   |
| Taipa (Macau)    | Coimbra             | 1998      |                        |
| Taizhou          | Borba               | 2009      |                        |
| Tongling         | Leiria              | 1999      |                        |
| Weifang          | Pedrógão Grande     | 2015      |                        |
| Wuxi             | Cascais             | 1993      |                        |
| Yongchuan        | Torres Vedras       | ungenannt |                        |
| Zhuhai           | Castelo Branco      | 1995      |                        |